# Malétable

Malétable este o comună în departamentul Orne, Franța. În 1 ianuarie 2018 avea o populație de 112 de locuitori.